# 224P/LINEAR-NEAT
La comète LINEAR-NEAT, officiellement 224P/LINEAR-NEAT, est une comète périodique du système solaire, découverte le 4 décembre 2003 par le programme LINEAR et NEAT.